# Frontaal (architectuur)

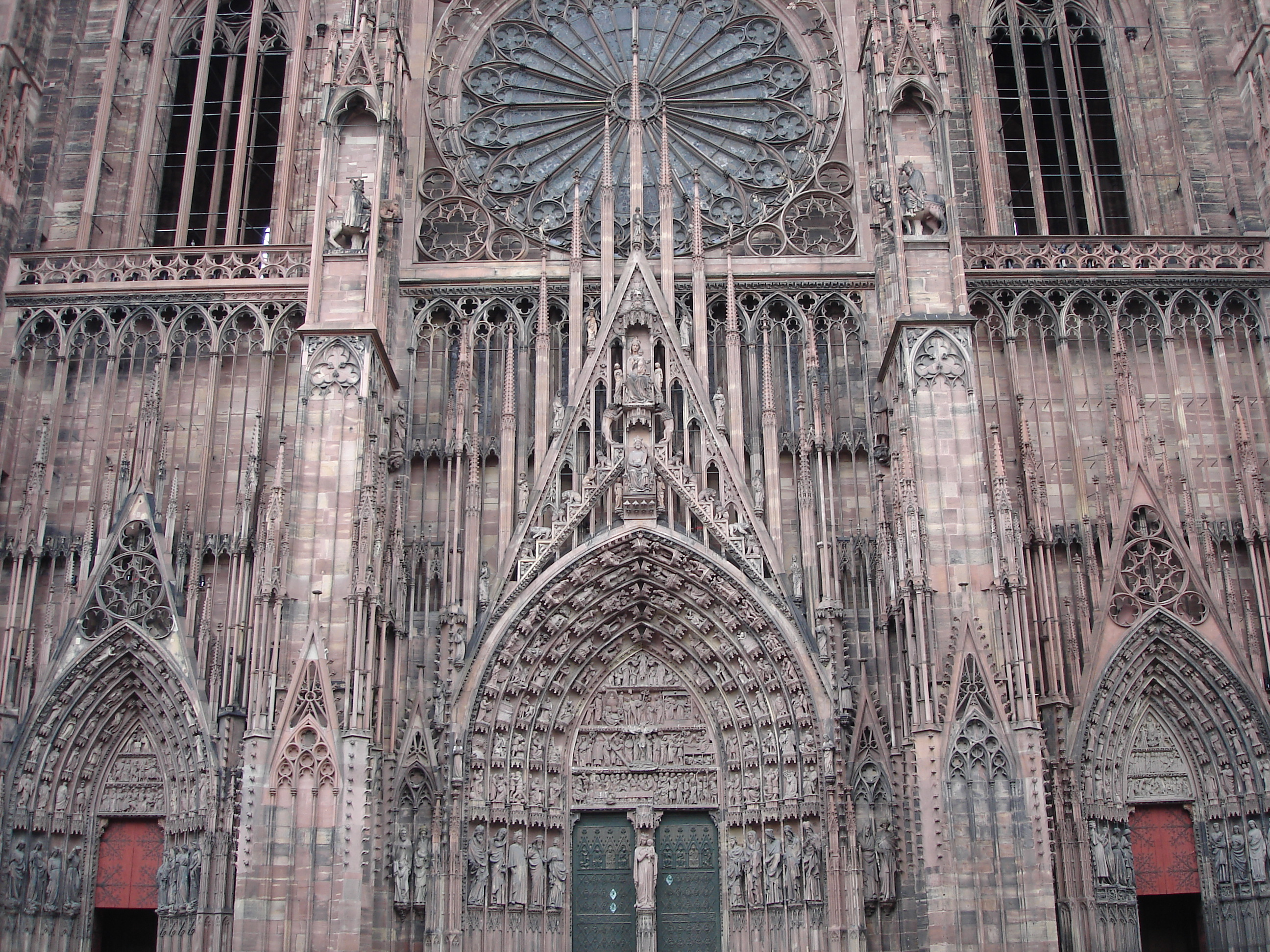
Westelijke façade van de Kathedraal Notre-Dame te Straatsburg met een frontaal

De frontaal of wimberg, wimperg of windberg is een driehoekig gevelelement boven vensters, deuropeningen en grafnissen. Vooral in de gotiek werd dit veel toegepast en werd boven de archivolten van het hoofdportaal nog extra versiering in de vorm van een frontaal geplaatst. Het frontaal was altijd rijkelijk versierd met beeldhouwkunst.
Het vlak tussen de wimberg of het frontaal en de spitsboog van het venster of portaal wordt het zwik genoemd. In de gotiek werd de doorgaande lijst van de wimberg gewoonlijk versierd met kantbloemen (eenzijdige hogels) en bekroond met een kruisbloem met pumeel.
In de renaissance is het frontaal vervangen door het op de klassieke oudheid geïnspireerde fronton.
De term 'wimberg' wordt overigens ook gebruikt voor het onderste element van een pinakel, waarop dezelfde driehoekige profiellijst voorkomt. In de gotische bouwkunst zijn ook deze onderste blokken gewoonlijk rijk versierd met hogels en kantbloemen.

## Galerij

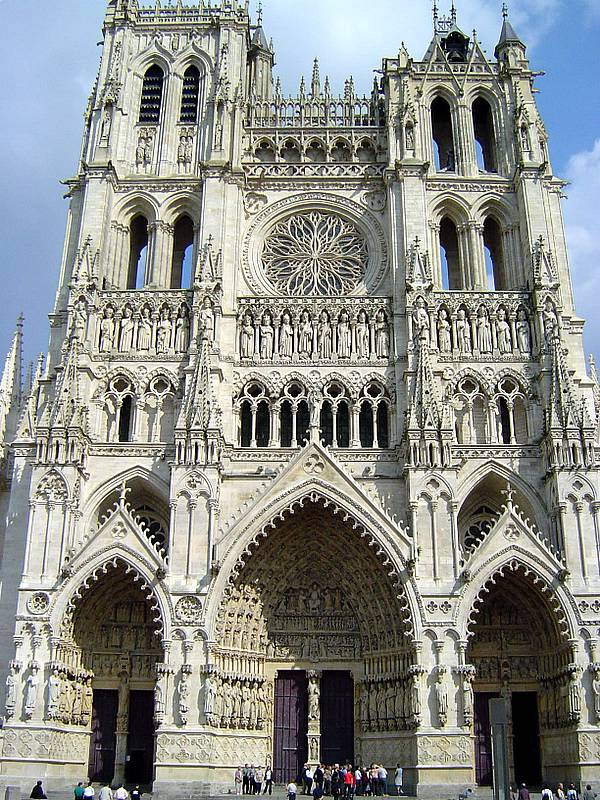
3 Frontalen boven de archivolten bij de kathedraal Notre-Dame d'Amiens in Amiens
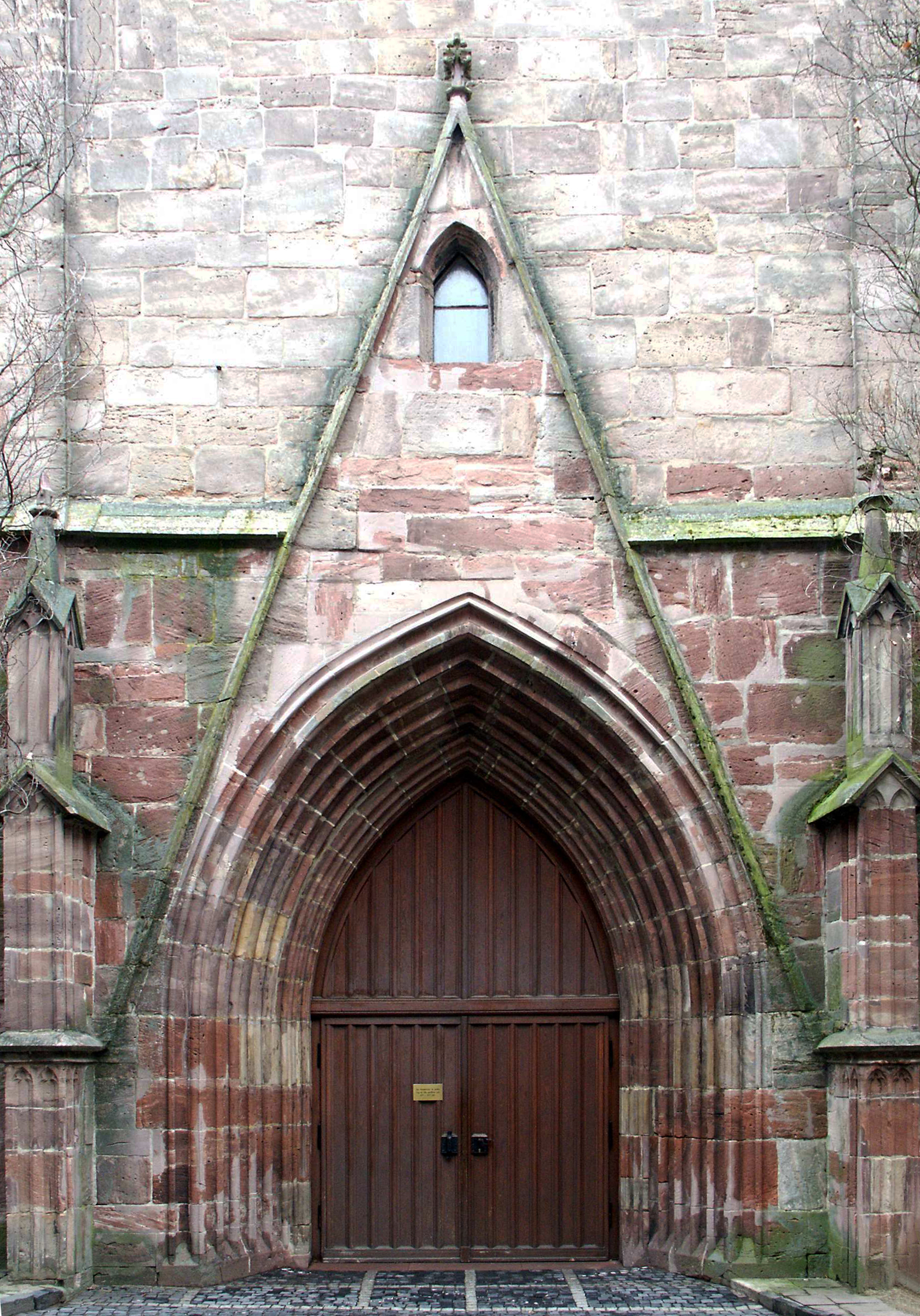
Frontaal boven de ingang van de kerk in Bad Hersfeld
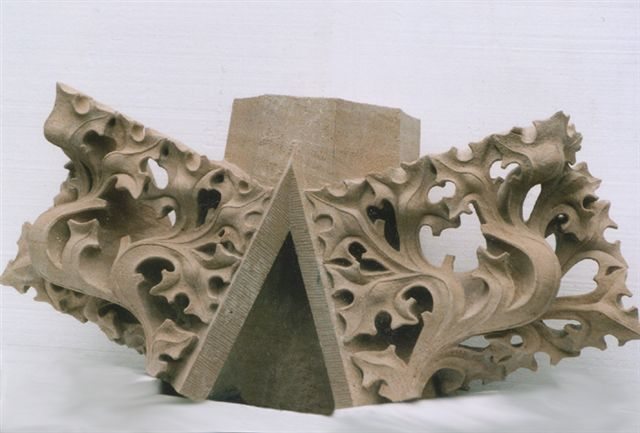
Het bovenste stuk van de lijst van de wimberg, een zogenaamd broekstuk met twee kantbloemen voor de Sint-Janskathedraal. Kopie, 2004